# 吉塞尼
吉塞尼（英語：Gisenyi）是盧安達第二大城市，位於盧安達西部省的魯巴武縣。與剛果民主共和國的城市哥馬相鄰。
吉塞尼位於基伏湖湖畔，為沙灘地形，可供進行水上活動，擁有一座啤酒釀造廠。盧安達大屠殺時臨時政府位於此處。
2022年，吉塞尼人口總數有27萬人。